# Невдача зі сомбреро. Японський роман
«Невдача зі сомбреро. Японський роман» (англ. Sombrero Fallout: A Japanese Novel) — сьомий роман Річарда Бротіґана, завершений 1975 року і опублікований роком пізніше.
«Невдача зі сомбреро» описує дві сюжетні лінії. У першій події розгортаються 1972 року, та розповідається про гумориста із Сан-Франциско, що намагається впоратися з недавньою втратою його японської коханки, описуються різні сни, що їх переживає закоханий. У певний момент автор стає незадоволеним щойно початою сюжетною лінією зі сомбреро, що падає з неба. Тож ця історія починає жити своїм життям, а в епізодичній ролі навіть з'являється Норман Мейлер.

## Історія видання
- 1976, US, Simon & Schuster, ISBN 0-671-22331-3, Pub date Sep 1976, Hardback
- 1977, UK, Jonathan Cape, ISBN 0-224-01371-8, Pub date Mar 1977, Hardback
- 1978, US, Simon & Schuster, ISBN 0-671-23025-5, Paperback
- 1978, UK, Macmillan, ISBN 0-330-25548-7, Pub date Nov 1978, Paperback
- 1987, UK, Arena/Arrow, ISBN 0-09-939110-4, Pub date 02 Apr 1987, Paperback
- 1998, UK, Rebel Inc, ISBN 0-86241-801-1, Pub date May 1998, Paperback
- 2001, UK, Rebel Inc, ISBN 1-84195-137-4, Pub date 02 Jun 2001
- 2012, UK, Canongate, ISBN 0-85786-264-2, Paperback

Видання 2012 року від «Canongate» починається з передмови від Джарвіса Кокера, який 2005 року обрав цю книгу, щоб взяти з собою на безлюдний острів, у радіо-передачі «Диски на безлюдний острів» на «BBC Radio 4».